# Whiteland
Whiteland és una població dels Estats Units a l'estat d'Indiana. Segons el cens del 2000 tenia 3.958 habitants.

## Demografia
Segons el cens del 2000, Whiteland tenia 3.958 habitants, 1.355 habitatges, i 1.116 famílies. La densitat de població era de 673,2 habitants/km².
Dels 1.355 habitatges en un 47,8% hi vivien nens de menys de 18 anys, en un 70,6% hi vivien parelles casades, en un 9,3% dones solteres, i en un 17,6% no eren unitats familiars. En el 13,6% dels habitatges hi vivien persones soles el 4,6% de les quals corresponia a persones de 65 anys o més que vivien soles. El nombre mitjà de persones vivint en cada habitatge era de 2,92 i el nombre mitjà de persones que vivien en cada família era de 3,23.
Per edats la població es repartia de la següent manera: un 32,2% tenia menys de 18 anys, un 6,2% entre 18 i 24, un 36,5% entre 25 i 44, un 18,4% de 45 a 60 i un 6,7% 65 anys o més.
L'edat mediana era de 33 anys. Per cada 100 dones de 18 o més anys hi havia 95,1 homes.
La renda mediana per habitatge era de 56.944 $ i la renda mediana per família de 61.810 $. Els homes tenien una renda mediana de 42.247 $ mentre que les dones 29.005 $. La renda per capita de la població era de 21.169 $. Entorn de l'1% de les famílies i l'1,9% de la població estaven per davall del llindar de pobresa.

## Poblacions més properes
El següent diagrama mostra les poblacions més properes.